# لو گیش
 لو گیش (انگلیسی: Lou Gish؛ ۲۷ مهٔ ۱۹۶۷ – ۲۰ فوریهٔ ۲۰۰۶) یک هنرپیشه بود.